# 한국어의 음운 규칙
한국어의 음운 규칙(韓國語―音韻規則)은 음절의 끝소리 규칙, 자음동화(비음화, 유음화), 구개음화, 축약, 탈락, 모음동화(전설모음화, 모음조화) 등이 있다.

## 음절의 끝소리 규칙
음절의 끝소리 규칙은 음절말 종성에서 자음이 ‘ㄱ, ㄴ, ㄷ, ㄹ, ㅁ, ㅂ, ㅇ’으로 발음되는 현상이다. ‘ㄱ, ㅋ, ㄲ, ㄳ, ㄺ’이 ‘ㄱ’으로, ‘ㄴ, ㄵ’이 ‘ㄴ’으로, ‘ㄷ, ㅅ, ㅈ, ㅊ, ㅌ, ㅆ, ㅎ’이 ‘ㄷ’으로, ‘ㄹ, ㄼ, ㄽ, ㄾ, ㄿ’이 ‘ㄹ’으로, ‘ㅁ, ㄻ’이 ‘ㅁ’으로, ‘ㅂ, ㅍ, ㅄ’이 ‘ㅂ’으로, 'ㅇ'이 'ㅇ'으로 발음된다. 이 현상은 한글 맞춤법 상으로 존재하는 것으로, 음운론적으로는 음절말 중화(音節末中化)나 평폐쇄음화(平閉鎖音化)로 규정된다.
- 벗[벋], 부엌[부억], 바깥[바깓]

## 자음 동화

### 비음화
비음화는 받침 'ㅂ,ㄷ,ㄱ'이 비음 'ㅁ,ㄴ'을 만났을 때, 'ㅂ,ㄷ,ㄱ'가 'ㅁ,ㄴ,ㅇ'으로 발음되는 현상이다.
- 밥물[밤물], 닫는[단는], 국물[궁물]

## 축약
축약은 두 음운이 만나서 하나로 축약되는 현상으로 자음축약과 모음축약이 있다.

### 자음축약
자음축약이란 두 음운이 합쳐져서 하나의 음운이 되는 현상으로, 'ㄱ, ㄷ, ㅂ, ㅈ'이 'ㅎ'과 만나면 'ㅋ, ㅌ, ㅍ, ㅊ'으로 변화하는 것을 말한다. 유기음화(有氣音化)나 격음화(激音化)라고도 한다.
- 축하[추카], 국화[구콰], 급히[그피]
- 좋다[조타], 많다[만타]

### 모음축약
모음축약이란 두 모음이 합쳐져서 하나의 모음이 되는 현상으로 간음화, 이중모음화가 있다.
간음화는 앞뒤 음절의 모음이 만나 서로 영향을 주고받아 두 모음의 중간음으로 단일화되는 현상으로 'ㅏ, ㅓ, ㅗ, ㅜ'가 'ㅣ'와 만나면 'ㅐ, ㅔ, ㅚ, ㅟ'로 변화하게 된다.
- 사이 → 새, 거이 → 게, 오이 → 외, 너의 → 네, 바꾸이다 → 바뀌다, 보이다 → 뵈다,

이중모음화는 두 단모음이 엉겨붙어서 이중모음으로 변화하는 것이다.
- 이야기 → 얘기, 보아 → 봐, 그리어 → 그려, 가지어 → 가져, 하지오 → 하죠, 이애 → 얘

## 탈락
탈락은 두 음운이 만나서 한 음운이 아예 사라져 소리 나지 않는 현상이다. 자음 탈락과 모음 탈락 현상이 있다.

### 자음 탈락
연이어 발음되는 같은 음운 중에 앞에 있는 자음이 탈락하는 동음 탈락이 있다.
- 'ㄴ' 탈락
  - 간난 → 가난
- 'ㄹ' 탈락
  - 딸+님 → 따님, 솔+나무 → 소나무, 말+소 → 마소
- 'ㅇ' 탈락
  - 종용 → 조용
- 'ㅅ' 탈락
  - 그것이 → 그게
- 'ㅎ' 탈락 - 발음에 적용
  - 좋으니[조으니]

### 모음 탈락
연이어 발음되는 같은 음운중에 뒤에 있는 모음이 탈락하는 동음탈락이 있다.
- 'ㅏ' 탈락
  - 가아 → 가, 흔하지 → 흔치
- 'ㅓ' 탈락
  - 깨어 → 깨
- 'ㅜ' 탈락 - 불규칙 활용
  - 푸어 → 퍼 (유일한 예시)
- 'ㅡ' 탈락
  - 쓰어 → 써
- 'ㅣ' 탈락
  - 바이다 -> 바다